# Bleak House (TV-serie, 1985)
Bleak house är en brittisk dramaserie från 1985. Serien är baserad på Charles Dickens roman Bleak House från 1853. I huvudrollerna ses Diana Rigg som Lady Dedlock och Denholm Elliott som John Jarndyce.

## Rollista i urval
- Suzanne Burden – Esther Summerson
- Philip Franks – Richard Carstone
- Denholm Elliott – John Jarndyce
- Lucy Hornak – Ada Clare
- T. P. McKenna – Harold Skimpole
- Chris Pitt – Jo
- Robin Bailey – Sir Leicester Dedlock
- Diana Rigg – Lady Dedlock
- Sylvia Coleridge – Miss Flite
- Graham Crowden – Lord Chancellor
- Peter Vaughan – Tulkinghorn
- Bernard Hepton – Krook
- Jonathan Moore – William Guppy
- Frank Windsor – Gridley
- Brian Deacon – Allan Woodcourt
- Robert Urquhart – Laurence Boythorn
- Sam Kelly – Mr. Snagsby
- Dave King – Sergeant George
- Pamela Merrick – Hortense
- Ian Hogg – Kommissarie Bucket
- Charlie Drake – Smallweed
- Donald Sumpter – 'Nemo'
- Gabrielle Daye – Mrs. Rouncewell
- Harry Jones – Phil Squod
- Colin Jeavons – Vholes
- Cathy Murphy – hembiträde
- Arthur Hewlett – Waggoner
- Anne Reid – Mrs. Bagnet
- Anthony Roye – Kenge
- George Sewell – Ironmaster Rouncewell
- Guy Standeven – Bagnet
- Stella Tanner – Mrs. Chadband
- Malcolm Terris – Pastor Chadband
- Paul Venables – Wat Rouncewell
- John Oliver – Felix Pardiggle
- Bob Goody - Advokat
- Cyril Appleton - Advokat nr. två